# Alp (motorfiets)
Alp is een historisch Brits merk van motorfietsen.
De bedrijfsnaam was: Moto-Rêve Co., Alp Engine Works, later Alperton Motor Company Ltd., Alperton, Middlesex.
Alp produceerde motorfietsen in licentie van het Zwitserse merk Moto-Rêve. In Alperton werden behalve 199cc-Precision-motoren ook eigen 3- en 3½pk-V- en paralleltwins, een eigen 348cc-tweetakt- en een 257cc-Moto-Rêve-blok ingebouwd.
De productie begon in 1912, maar het merk verdween in 1917 van de markt.